# Spinmaster
Spinmaster (Miracle Adventure) est un jeu vidéo de type Beat them all développé par Data East et édité par SNK en 1993 sur Neo-Geo MVS et en 1994 sur Neo-Geo AES (NGM 062),,.

## Réédition
- Console virtuelle (2010)
- Zeebo (2010)